# Andowiak jednobarwny
Andowiak jednobarwny (Thomasomys monochromos) – gatunek ssaka z podrodziny bawełniaków (Sigmodontinae) w obrębie rodziny chomikowatych (Cricetidae).

## Zasięg występowania
Andowiak jednobarwny występuje w skrajnie północnej Kolumbii (departament Magdalena).

## Taksonomia
Gatunek po raz pierwszy zgodnie z zasadami nazewnictwa binominalnego opisał w 1900 roku amerykański ornitolog Outram Bangs nadając mu nazwę Oryzomys (Erioryzomys) monochromos. Holotyp pochodził z Páramo de Macotama, w Sierra Nevada de Santa Marta, w departamencie Magdalena, w Kolumbii.
Autorzy Illustrated Checklist of the Mammals of the World uznają ten takson za gatunek monotypowy.

### Etymologia
- Thomasomys: Oldfield Thomas (1858–1929), brytyjski zoolog, teriolog; gr. μυς mus, μυος muos „mysz”[7].
- monochromos: gr. μονος monos „pojedynczy”[8]; χρωμα khrōma, χρωματος khrōmatos „kolor”, od χρωζω khrōzō „zabarwić”[9].

## Morfologia
Długość ciała (bez ogona) 105–120 mm, długość ogona 124 mm, długość ucha 18–20 mm, długość tylnej stopy 24–27 mm; masa ciała 36 g. 

## Ekologia
Zamieszkuje krzewiaste paramo i lasy w górach.

## Zagrożenia
Główne zagrożenie to wylesianie.